# Джиу-джитсу: Битва за Землю
«Джиу-джитсу: Битва за Землю» (англ. Jiu Jitsu) — фантастический боевик от режиссёра Димитри Логотетиса, основанный на одноимённом комиксе 2017 года Логотетиса и Джима МакГрата. Главные роли в экранизации исполнили Ален Мусси, Фрэнк Грилло, Жужу Чан, Тони Джаа и Николас Кейдж.
В США и Канаде фильм вышел в прокат 20 ноября 2020 года. В России он вышел в онлайн-кинотеатрах 24 ноября 2020 года.

## Сюжет
Тысячелетиями наш мир охранял древний Орден боевых искусств. Когда на Землю проникала инопланетная раса, он удерживал планету от захвата. Но равновесие было нарушено, и очередное вторжение может стать последним. Потерявший память ветеран обороны Джейк должен объединиться с таинственным странником и новым поколением бойцов Ордена, чтобы человечество получило шанс на реванш.

## В ролях
| Актёр             | Роль         |
| ----------------- | ------------ |
| Ален Мусси        | Джейк        |
| Фрэнк Грилло      | Харриган     |
| Жужу Чан          | Кармен       |
| Тони Джаа         | Кьюэнг       |
| Николас Кейдж     | Уайли        |
| Рик Юн            | Капитан Сэнд |
| Мария Авгеропулос | Мира         |
| Маррезе Крамп     | Форбс        |

## Производство
В марте 2019 года в СМИ появилась информация о том, что Николас Кейдж и Ален Мусси присоединились к актёрскому составу фильма.
Съёмки проходили на Кипре в июне 2019 года, а также в Пагане, (Мьянма).

## Маркетинг
Оригинальный трейлер фильма был опубликован на официальном YouTube-канале портала о видеоиграх IGN 13 октября 2020 года. Его локализованная версия появилась в интернете 17 ноября.